# Parakiefferiella hernandezi
Parakiefferiella hernandezi är en tvåvingeart som beskrevs av Wiedenbrug och Andersen 2002. Parakiefferiella hernandezi ingår i släktet Parakiefferiella och familjen fjädermyggor. Inga underarter finns listade i Catalogue of Life.